# 宣告死亡
宣告死亡（英語：Presumption of Death），又称死亡宣告、推定死亡，是一種處理長期失蹤人口法律制度，用以處理利害關係人間的原住居所地之私法上相關事務（如继承、婚姻、財產等），此種制度並非結束公法的法律關係（如刑事案件）等。
各國制度基本上是達法律規定的失蹤年限後，法律上之利害關係人或檢察機關向法院聲請，經過法院審理並公示程序進行催告，公示期滿後由法院判決或宣告「死亡」，此種死亡為推定制度，若当事人重新出现或有其他事實證明当事人仍然存活则可推翻。

## 各地制度

### 台灣制度[2][3]

#### 死亡宣告定義
- 一個人失蹤、生死不明，經過法律規定期間，透過法院宣告死亡。

| 失蹤人狀態與類型 | 失蹤年滿時間 | 來源依據         | 舉例         |
| ---------------- | ------------ | ---------------- | ------------ |
| 一般失蹤         | 七年         | 民法第8條第1項   |              |
| 年滿80歲以上     | 三年         | 民法第8條第2項   |              |
| 遭遇特別災難     | 一年         | 民法第8條第3項   | 九二一大地震 |
| 航空器失事       | 六個月       | 民用航空法第98條 |              |

#### 死亡宣告程序
其程序按照家事事件法第四編第九章聲請裁定。
1. 向法院提出聲請。
2. 法院審理。
3. 裁定公示催告。
4. 公告期滿，死亡宣告裁定。
5. 向戶政機關辦理登記。

### 德國
根據失蹤法（Verschollenheitsgesetz）宣布死亡的條件：
- 一般失蹤：自最後失蹤當年年底起10年（80歲以上者為5年），此外失蹤者年滿25歲當年年底前，不得做死亡宣告。
- 高齡失蹤：年紀為80歲以上，則自最後失蹤當年年底起5年。
- 航海、船舶沉沒：沉沒或其他導致失踪的事件後6個月，例如：落水（海上失蹤）。
- 飛機失事：墜機後 3 個月（航班失蹤）。
- 特別災害下失蹤：自致命危險結束後一年。

### 中華人民共和國制度
根据《中华人民共和国民法典》，中国大陆的法院对于宣告死亡和失踪的处理方式如下：
- 对于因意外事件以外的情形下落不明满2年的人，其利害关系人可以向法院提出宣告失踪申请，在经过3个月的公示期后如果该人仍然下落不明，则法院依法宣告其失踪，此后该人的财产可由他人代管，配偶如提出离婚，法院也会支持；
- 对于因意外事件以外的情形下落不明满4年的人，其利害关系人可以向法院提出宣告死亡申请，在经过1年的公示期后如果该人仍然下落不明，则法院依法宣告其死亡；战争不属于意外事件，对于在战争期间下落不明的人，从战争结束之日起开始计算时间；
- 对于因意外事件下落不明且经过有关部门证明不可能生存的的人，其利害关系人可以向法院提出宣告失踪申请，在经过3个月的公示期后如果该人仍然下落不明，则法院依法宣告其死亡；
- 对于因意外事件下落不明满2年的人，其利害关系人可以向法院提出宣告失踪申请，在经过1年的公示期后如果该人仍然下落不明，则法院依法宣告其死亡。
- 如被宣告死亡者重新出现，经本人或其利害关系人申请，法院应撤销死亡宣告。当事人婚姻关系自动恢复，但配偶再婚或向婚姻登记机关书面声明不愿恢复的除外，其子女如被他人收养也不得被主张为无效。另外，当事人在被宣告死亡期间实施的民事法律行为依旧有效。